# GSh-30-1機炮
GSh-30-1（俄羅斯的實際代號為GSh-301；俄罗斯国防部火箭炮兵装备总局代號：／）是一款由前苏联设计师格里亚舍夫与什普诺夫共同设计（其姓氏首字母G与Sh即GSh这个名称的由来）、現由俄罗斯卡拉什尼科夫集團（俄語：Концерн „Калашников“，俄语罗马化：Kontsern Kalashnikova，即原IZHMASH）為苏联及以後的俄罗斯军用航空器所生產的單管機炮，發射30×165毫米機炮炮彈。

## 設計
GSh-30-1是一門重達46千克（101磅）的單管、短行程後座作用式操作的機炮。與很多戰後機炮不同的是，它採用了短行程後座式槍機，而非轉輪式機炮或加特林機炮機構。這雖然令重量較輕便和體積較緊湊，但亦導致整体發射速率较低，而且由于只有一根炮管，且射速高达每分钟1,800发，武器整体寿命短。
GSh-30-1具有達到1,800發／分的發射速率，但習慣上會限制於1,500發／分，以減少炮管磨損。儘管如此，它的炮管壽命短至只有2,000發。如果以連續連發發射100—150發以後，炮管會變得無法承受非常大的內膛壓力，因而必須把它更換掉。該機炮採用了蒸發冷卻系統，以防止高爆彈在變熱的炮管內引爆。該冷卻系統主要是圍繞著炮管後端的圓筒形水箱所組成。GSh-30-1配備了一個獨特的火藥機構以清除啞火彈：30毫米彈藥的膛室左側裝有一枚小型火藥彈。該火藥彈被點燃時，彈藥筒以內的一枚小型鋼栓會被加速射出並且用以貫穿30毫米的彈藥筒的側壁。然後火藥彈藥筒的高熱量和氣壓的推進藥燃氣就會隨着鋼栓進入30毫米的啞彈以內並且引燃該彈藥的裝藥，擊發該啞火彈藥以保持機炮的發射。這種獨特而奇異的機構在R-23轉輪式機炮以上首度應用（裝有兩枚）。
該機炮對付空中目標時的最大有效射程為200至800公尺，而打擊表面或地面目標時為1,200至1,800公尺。
據報指出，GSh-30-1搭配了激光測距／瞄準系統以後不但非常精確，而且火力強大，能夠在只須三至五發以後摧毀一個目標。它已被裝上在多款不同類型的战斗机上：
- Su-27、Su-27M、Su-30、Su-33、Su-35和Su-37：1門GSh-30-1安装在右舷機翼根部（彈藥負載：150發）
- Su-34、Su-32：1門GSh-30-1安装在右舷機翼根部（彈藥負載：180發）
- Su-57（PAK FA、T-50）：1門GSh-30-1安装在右側翼前緣渦流控制器（LEVCON）根部，推斷為了维持隐身性能而裝有翻盖，开火时翻盖会自动打开（彈藥負載不明）
- MiG-29、MiG-29M、MiG-29K、MiG-35：1門GSh-30-1安装在左側機翼根部（彈藥負載：150發，MiG-29K降為100發）
- Yak-38、Yak-141：1門GSh-30-1安装在機腹內（彈藥負載：120發）
- 歼-11、歼-15、歼-16：1門GSh-30-1／30-2式安装在右舷機翼根部（彈藥負載：150發；殲-15D“咆哮鯊”、殲-16D“咆哮狼”移除掉）
- 9A4273機炮筴艙（英语：Gun pod）：1門GSh-30-1裝在莢艙內，莢艙重量：480公斤（彈藥負載：150發）

## 彈藥
裝配了距離起爆及延遲動作式引信的30×165毫米電子底火型機炮炮彈，通常是由GSh-30-1發射。這些彈藥類型是為了攻擊空中和地面目標。30×165毫米電子底火型機炮炮彈具有多個彈種。該彈藥的衍生型為：
- 穿甲曳光彈（AP-T）
- 穿甲燃燒曳光彈（API-T）
- 鎢合金侵徹體穿甲曳光彈（APT-T）
- 惰性穿甲彈（AP惰性彈）
- 高爆曳光彈（HE-T）
- 短程高爆曳光彈（HE-T-SR）
- 惰性高爆曳光彈（HE-T惰性彈）
- 高爆燃燒彈（英语：High-explosive incendiary）（HEI）
- 高爆燃燒曳光彈（HEI-T）
- 打靶訓練（英语：Target practice）彈（RTP）
- 打靶訓練曳光彈（RTP-T）

## 使用國
- 阿尔及利亚
- 安哥拉
- 保加利亚
- 喀麦隆
- 古巴
- 印度
- 印度尼西亞
- 伊朗
- 伊拉克
- 中华人民共和国：隨1990年代引進的Su-27中仿製了該機炮，命名為30-2式航空機炮
- 马来西亚
- 秘魯
- 波蘭
- 俄羅斯
- 塞爾維亞
- 苏丹
- 叙利亚
- 乌干达
- 委內瑞拉
- 葉門

### 前使用國
- 苏联（由繼承國所繼承）

## 資料來源
1. ↑  30x165mm Rounds, Armaco JSC  - Bulgaria

- Koll, Christian. . Austria: Koll. 2009: 308  [2020-09-25]. ISBN 978-3-200-01445-9. （原始内容存档于2009-10-19）.
- Yefim Gordon. Yakovlev Yak-36, Yak-38 & Yak-41: / The Soviet 'Jump Jets' / Translation by Dmitriy Komissarov. — Hinckley, England, UK: Midland Publishing, 2008. — P. 130—131. ISBN 978-1-85780-287-0

## 外部連結
- （俄文）—KBP官方網站 （页面存档备份，存于）
- （英文）—weaponsystems.net－Gryazev-Shipunov GSh-301（页面存档备份，存于）
- （俄文）—Авиационная энциклопедия «Уголок неба» （页面存档备份，存于）
- （俄文）—ГШ 23-30 мм авиационная пушка